# J. Edward Bromberg
Joseph Edward Bromberg, född 25 december 1903, död 6 december 1951, var en ungersk-född amerikansk karaktärsskådespelare inom film och teater, främst under 1930- och 1940-talen.
Bromberg föddes i Timișoara i Österrike-Ungern 1903 och flyttade som femåring med familjen till New York. Han gjorde sin scendebut 1926 och 1936 föll han för frestelsen och skrev kontrakt med Twentieth Century Fox. Han medverkade i 54 filmer mellan 1936 och 1950. Bromberg svartlistades av Hollywood efter att ha vägrat svarat på frågor inför kongressen om sitt medlemskap i kommunistpartiet. Efter att ha flyttat till London för att medverka i pjäsen The Biggest Thief In Town, dog han av en hjärtattack den 6 december 1951, 47 år gammal.

## Filmografi i urval
- 1936 – Förälskade kvinnor
- 1936 – Sins of Man
- 1937 – Charlie Chan på Broadway
- 1937 – Sjunde himlen
- 1937 – Min frus man... och jag
- 1938 – Fyra män och ett löfte
- 1938 – Suez
- 1938 – Baronessan och hovmästaren
- 1938 – Mr. Moto Takes a Chance
- 1939 – Familjen som sprack
- 1939 – Hollywood Cavalcade
- 1940 – Frank James hämnd
- 1941 – Swingflickan
- 1942 – Gestapos fiende nr 1
- 1942 – Half Way to Shanghai
- 1943 – Fantomen på Stora Operan
- 1943 – Mord i baletten
- 1944 – Rösten i stormen
- 1945 – I nattens skugga
- 1946 – Dolken och kappan
- 1947 – Queen of the Amazons
- 1950 – Guilty Bystander